# Moses Robinson
Moses Robinson, född 22 mars 1741 i Hardwick, Massachusetts, död 26 maj 1813 i Bennington, Vermont, var en amerikansk politiker och jurist. Han var Republiken Vermonts statschef 1789–1790. Han representerade delstaten Vermont i USA:s senat 1791–1796.
Robinson flyttade 1761 till Bennington. Han var chefsdomare i Republiken Vermonts högsta domstol 1778–1781 och 1782–1789. Robinson efterträdde 1789 Thomas Chittenden som statschef, Republiken Vermonts guvernör. Han efterträddes följande år av företrädaren Chittenden.
Vermont blev 1791 USA:s 14:e delstat och till de två första senatorerna valdes Robinson och Stephen R. Bradley. Robinson gick 1795 med i demokrat-republikanerna. Han avgick 1796 och efterträddes som senator av Isaac Tichenor.
Robinsons grav finns på Old Bennington Cemetery i Bennington. Brodern Jonathan Robinson var senator 1807–1815.